# Per Morten Abrahamsen
Per Morten Abrahamsen (født 11. maj 1957 i København) er en dansk billedkunstner og fotograf. Han har udstillet nationalt og internationalt på gallerier og museer, deriblandt Det Kongelige Bibliotek, Det Nationale Fotomuseum, FNAC, Aros, Frederiksborg Slot, og Det Danske Hus i Paris , samt udgivet en række bøger, senest ”Monkey, The Lake and Other Lies”:
Per Morten Abrahamsen har desuden et stort fotografisk katalog med kendte mennesker.
i 2020 skabte Abrahamsen det officielle portræt samt gallaportræt af Dronning Margrethe 2.

## Baggrund
Forældre: Søn af overlærer Erik Johannes Abrahamsen (død 2011) og lærer Ragnhild Hildebrandt f. Nehm H.
Ægtefælle/samlever/partner: Gift 25/6 1994 m. filminstruktør, dramatiker Kari Vidø, med hvilken han har en datter og søn. Han har desuden en datter fra tidligere ægteskab.
Uddannelse og ansættelser : Uddannet fotograf hos Mogens Carrebye 1987; forsidefotograf på månedsbladet Press 1989-94; hovedfotograf på Børsens Nyhedsmagasin 1989-99; portrætfotograf for bl.a. Scanorama, Ud & Se, Sony Music, DR, Forbes; reklamefotograf for bl.a. Carlsberg, Bailey, Georg Jensen, SAS, B&O; teaterfotograf for bl.a. Company Mark Tompkins Paris, Det Kongelige Teater, Republique, Mammutteatret og Kitt Johnson.
Medl. af: Billedhuset 1992-95; Copenhagen Photoweek 2011 og 2012.

## Filmografi
- Mythology V / Power of fate fra 1991
- Heart-break-circle fra 1999